# Miluj mě víc
Miluj mě víc (2002) je sbírka povídek od několika českých autorů. Společným tématem je milostný příběh, kde je mezi partnery značný věkový rozdíl. Až na dvě výjimky jsou povídky psané přímo pro tuto knihu. Jde o první knihu nakladatelství Listen s tímto konceptem, podle kterého později nakladatelství vyčlenilo edici Česká povídka.
Na obálce je použita litografie Vladimíra Suchánka.

## Povídky
- Michal Viewegh – Sauna
- Iva Pekárková – Příběh lásky
- Jiří Kratochvil – Dame de couer
- Jiří Suchý – Neobyčejný příběh
- Daniela Fischerová – Cestou milosti
- Zdeněk Jizera Vonásek – Sítiny
- Igor Chaun – Joeův den
- Lenka Procházková – Podzimní sezóna
- Jaroslav Vejvoda – Dřív než odejdeš
- Petr Šabach – S jedním uchem naveselo